# Yassynets
Yassynets (en ukrainien : Ясинець ; en russe : Ясинец ; en polonais : Jasinec) est un village de l'oblast de Rivne, en Ukraine. Sa population s'élevait à 504 habitants en 2010.

## Géographie
Yassynets se trouve sur la rive gauche de la rivière Horyn, à 7 km au nord de Doubrovytsia et à 115 km au nord-est de Rivne.

## Source
- (uk) Cet article est partiellement ou en totalité issu de l’article de Wikipédia en ukrainien intitulé « Ясинець » (voir la liste des auteurs).